# Joe Sawyer (Schauspieler)
Joe Sawyer (* 29. August 1906 in Guelph, Ontario; † 21. April 1982 in Ashland, Oregon; eigentlich Joseph Sauers) war ein kanadischer Filmschauspieler.

## Leben
Sawyer wurde 1906 als Sohn deutscher Einwanderer in Guelph, Ontario, unter dem Namen Joseph Sauers geboren. Erste Erfahrungen als Schauspieler sammelte er am Pasadena Playhouse. Weil er auch Filmschauspieler werden wollte, zog er nach Hollywood, wo er ab 1930 in kleinen Rollen vor der Kamera stand. In seinen ersten Filmen trat er noch unter seinem bürgerlichen Namen auf, später anglizierte er ihn zu Joe Sawyer. Während der 1930er Jahre spielte er bei Warner Brothers in einer Reihe von Filmen neben Stars wie James Cagney und Humphrey Bogart, wie in Die wilden Zwanziger (1939), oder auch an der Seite von Errol Flynn, wie in Land der Gottlosen (1940) und Sein letztes Kommando (1941).
Als vielbeschäftigter Nebendarsteller war er im Laufe der Jahre in knapp 200 Filmen zu sehen. Zunächst wurde er vor allem als Gangster eingesetzt, etwa in Der versteinerte Wald (1936) als Handlanger von Humphrey Bogarts gesuchtem Gangsterboss. Ab den 1940er Jahren hatte er auch viele komödiantische Rollen, so etwa in einer Reihe von zirka 45-minütigen Komödien für Hal Roach. In einer ersten Reihe dieser Mittellangfilme für Roach spielte er neben William Tracy die Rolle des Sergeant William Ames, in einer weiteren verkörperte er an der Seite von William Bendix den Taxifahrer Eddie Corbett. Ab den 1950er Jahren trat Sawyer als Gastdarsteller in einigen US-amerikanischen Fernsehserien auf. Eine dauerhafte Rolle hatte er als Sergeant Biff O’Hara in der ABC-Serie Rin-Tin-Tin (1954–1959). 1962 zog er sich vom Filmgeschäft nach Indio in Kalifornien zurück.
In erster Ehe war er mit der Schauspielerin Jeane Wood, der Tochter des Regisseurs Sam Wood, verheiratet. Die Ehe mit seiner zweiten Frau June hielt bis zu deren Tod im Jahr 1960. Krankheitsbedingt zog Sawyer wenige Jahre vor seinem Tod zu seinem Sohn nach Ashland in Oregon, wo er 1982 im Alter von 75 Jahren an Leberkrebs starb.

## Filmografie (Auswahl)
Filme
- 1931: Der öffentliche Feind (The Public Enemy)
- 1932: Arsene Lupin, der König der Diebe (Arsene Lupin)
- 1932: Flirt (Huddle)
- 1933: Mast- und Schotbruch! (Son of a Sailor)
- 1933: Ganovenbraut (Hold Your Man)
- 1933: Rückkehr aus der Fremde (The Stranger’s Return)
- 1933: College Humor
- 1933: Ein Stück vom Mond (Three-Cornered Moon)
- 1933: Eskimo
- 1934: Ein feiner Herr (Jimmy the Gent)
- 1934: Geheimnummer X (Looking for Trouble)
- 1934: Sophie kann’s nicht lassen (The Notorious Sophie Lang)
- 1934: Sequoia – Herrin der Wildnis (Sequoia)
- 1935: Stadtgespräch (The Whole Town’s Talking)
- 1935: Polizeiauto 99 (Car 99)
- 1935: Man on the Flying Trapeze
- 1935: Der Verräter (The Informer)
- 1935: Little Big Shot
- 1935: Spezial-Agent (Special Agent)
- 1935: I Found Stella Parrish
- 1935: Frisco Kid
- 1936: Der versteinerte Wald (The Petrified Forest)
- 1936: Der wandelnde Leichnam (The Walking Dead)
- 1936: Große braune Augen (Big Brown Eyes)
- 1936: Gefahr! (And Sudden Death)
- 1936: Verbrecherjagd (Murder with Pictures)
- 1936: Great Guy
- 1937: Geheimbund Schwarze Legion (Black Legion)
- 1937: Navy Blues
- 1937: San Quentin (Flucht aus San Quentin)
- 1937: Slim
- 1938: Tarzan’s Revenge
- 1938: Stolen Heaven
- 1938: Überfall auf die Arctic Queen (Heart of the North)
- 1939: You Can’t Get Away with Murder
- 1939: Union Pacific
- 1939: Ich war ein Spion der Nazis (Confessions of a Nazi Spy)
- 1939: I Stole a Million
- 1939: Die wilden Zwanziger (The Roaring Twenties)
- 1940: Früchte des Zorns (The Grapes of Wrath)
- 1940: Schwarzes Kommando (Dark Command)
- 1940: Lucky Cisco Kid
- 1940: Der lange Weg nach Cardiff (The Long Voyage Home)
- 1940: Land der Gottlosen (Santa Fe Trail)
- 1941: Sergeant York
- 1941: Belle Starr
- 1941: In den Sümpfen (Swamp Water)
- 1941: Sein letztes Kommando (They Died with Their Boots On)
- 1941: Schrecken der zweiten Kompanie (You’re in the Army Now)
- 1941: Tanks a Million
- 1941: Down Mexico Way
- 1942: Wrecking Crew
- 1943: Geächtet (The Outlaw)
- 1943: Fracht für Missouri (Buckskin Frontier)
- 1943: Cowboy in Manhattan
- 1943: Abbott und Costello auf Glatteis (Hit the Ice)
- 1943: Tarzan, Bezwinger der Wüste (Tarzan’s Desert Mystery)
- 1944: Hey, Rookie
- 1944: South of Dixie
- 1944: The Singing Sheriff
- 1945: Hilfe, ich bin Millionär (Brewster’s Millions)
- 1945: The Naughty Nineties
- 1946: Deadline at Dawn
- 1946: Gilda
- 1946: Skandal im Sportpalast (Joe Palooka, Champ)
- 1946: Die Ausreißerin (The Runaround)
- 1947: Christmas Eve
- 1947: Roses Are Red
- 1947: Ein Doppelleben (A Double Life)
- 1948: Fighting Father Dunne
- 1948: Abrechnung in Coroner Creek (Coroner Creek)
- 1948: The Untamed Breed
- 1949: The Lucky Stiff
- 1949: Tucson
- 1949: Cisco, der Banditenschreck (The Gay Amigo)
- 1949: Stagecoach Kid
- 1949: Texaspolizei räumt auf (Deputy Marshal)
- 1949: Zwei Männer und drei Babies (And Baby Makes Three)
- 1950: Blondie’s Hero
- 1950: Operation Haylift
- 1950: Ärger in Cactus Creek (Curtain Call in Cactus Creek)
- 1950: The Flying Missile
- 1952: Teufel der weißen Berge (Indian Uprising)
- 1952: Die Feuerspringer von Montana (Red Skies of Montana)
- 1952: Die Maske runter (Deadline - U.S.A.)
- 1952: Mr. Walkie Talkie
- 1953: Gefahr aus dem Weltall (It Came from Outer Space)
- 1954: Taza, der Sohn des Cochise (Taza, Son of Cochise)
- 1954: Dieser Mann weiß zuviel (Riding Shotgun)
- 1954: Männer, Mädchen und Motoren (Johnny Dark)
- 1956: The Kettles in the Ozarks
- 1956: Die Rechnung ging nicht auf (The Killing)
- 1958: Rin-Tin-Tin greift ein (The Challenge of Rin Tin Tin)
- 1960: Land der tausend Abenteuer (North to Alaska)
- 1962: Das war der Wilde Westen (How the West Was Won)

Fernsehserien
- 1952/1953: Racket Squad (zwei Folgen)
- 1954: The Abbott and Costello Show (eine Folge)
- 1954: Eisenbahndetektiv Matt Clark (Stories of the Century) (eine Folge)
- 1954: It’s a Great Life (eine Folge)
- 1954: Adventures of the Falcon (eine Folge)
- 1954–1959: Rin Tin Tin (96 Folgen)
- 1958: Dr. Bill Baxter, Arzt in Arizona (Frontier Doctor) (eine Folge)
- 1959: Maverick (eine Folge)
- 1959: Sugarfoot (eine Folge)
- 1959: Peter Gunn (eine Folge)
- 1960: Harrington und Sohn (Harrigan and Son) (eine Folge)
- 1961: Anwalt der Gerechtigkeit (Lock Up) (eine Folge)
- 1961: Surfside 6 (eine Folge)
- 1961: Gleitbootpatrouille (Everglades!) (eine Folge)